# T4 fág
A T4 fág (Enterobacteria phage T4) egy bakteriofág, az E. coli baktériumot fertőző vírusfaj. DNS-e 169-170 kilobázispár hosszú, és az ikozaéder alakú fejrészben tárolódik. Viszonylag nagyméretű fág, mintegy 90 nanométer széles, 200 nm hosszú (a legtöbb fág hossza 25–200 nm közé esik). A farki fehérjeszálak lehetővé teszik a gazdasejthez való tapadást. A T4 farki része üreges, így az örökítő anyag át tud haladni rajta, amikor megfertőzi a baktériumot, amihez hozzátapadt. A T4 csak litikus életciklusra képes, lizogenikusra nem.

## A fertőzés folyamata
Az E. coli baktérium megfertőzésének első lépése, hogy a T4 fág hosszú fehérjeszálaival (long tail fibers, LTF) felismeri a baktérium sejtfelszíni receptorait. A felismerésről jelzés továbbítódik a fehérjeszáltól az alaplemez felé. Ez kibontja a rövid fehérjeszálakat (short tail fibers, STF), amik irreverzibilisen kötődnek az E. coli felszínéhez. Az alaplemez konformációja megváltozik, a farokrész tokja összehúzódik, amitől a farki cső végén található GP5 átszúrja a baktérium külső membránját. A GP5 lizozim doménje aktiválódik, és meggyengíti a periplazmikus peptidoglikán-réteget. A membrán maradékának meggyengülése után a fág fejrészében található DNS a farki csövön keresztül bejut az E. coli-ba.

### Életciklus
A fág teljes litikus életciklusa (a baktériumba való belépéstől annak elpusztításáig) 37 °C-on mintegy 30 percet vesz igénybe, és a következő lépésekből áll:
- adszorpció (megtapadás) és penetráció (azonnal megkezdődik)
- a gazda génkifejeződésének eltérítése (azonnal megkezdődik)
- enzimszintézis (5 perc elteltével)
- DNS-replikáció (10 perc elteltével)
- új vírusrészecskék kialakulása (12 perc elteltével)

Amikor a ciklus befejeződik, a gazdasejt felnyílik és a frissen megérett vírusok kilökődnek a környezetbe, elpusztítva a gazdasejtet a folyamat során. A T4 fág mintegy 300 új viriont képes előállítani gazdasejtenként.

## Érdekes tulajdonságok
A T4 fág néhány érdekesebb vagy egyéni jellemzője:
- Eukarióta jellegű intronok
- Nagy sebességű DNS-másoló mechanizmus, 1 hibával 300 kópiánként
- Speciális DNS-javító mechanizmus
- Az E. coli O157:H7-et megfertőzi[1][2]
- terminálisan redundáns genom[3]
- a genom először egységként replikálódik, majd több egységgenom összekombinálódik végtől végig a gördülő gyűrű módszerrel konkatamert formálva. Ez a konkatamer a fágfejbe csomagolódás során pontosan a megfelelő szakaszokra darabolódik, az eredeti genom ciklikus permutációit képezve.[3]

A T4-gyel vagy T4-szerű fágokkal dolgozó Nobel-díjasok közé tartozik Max Delbrück, Salvador Luria, Alfred Hershey, James D. Watson és Francis Crick. További fontos, a T4-gyel dolgozó tudósok: Michael Rossmann, Seymour Benzer, Bruce Alberts, Gisela Mosig, Richard Lenski és James Bull.

## Fordítás
- Ez a szócikk részben vagy egészben az Enterobacteria phage T4 című angol Wikipédia-szócikk ezen változatának fordításán alapul.  Az eredeti cikk szerkesztőit annak laptörténete sorolja fel. Ez a jelzés csupán a megfogalmazás eredetét és a szerzői jogokat jelzi, nem szolgál a cikkben szereplő információk forrásmegjelöléseként.

## Külső hivatkozások
- Plüssbakteriofág[halott link]